# Söder, Örebro

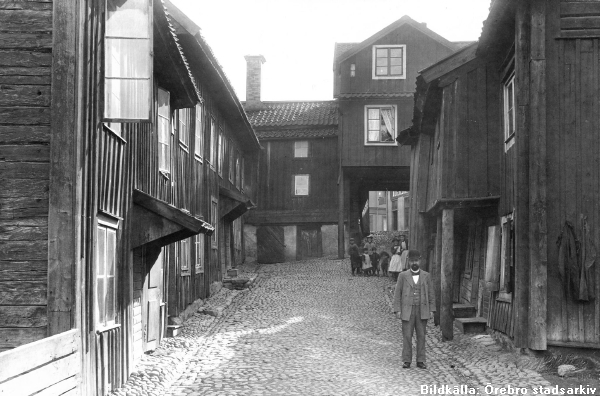
Gårdsinteriör Kyrkogårdsgatan 4. Före 1903.

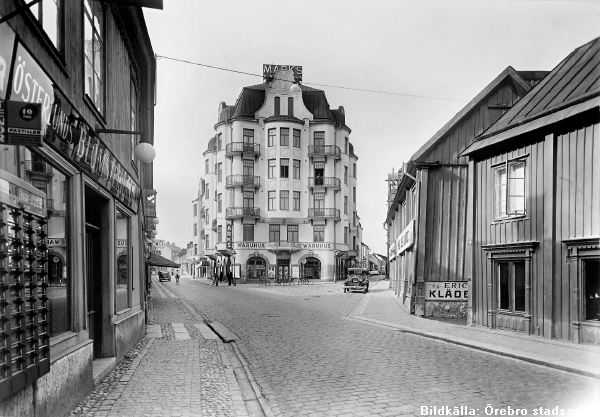
Drottninggatan söderut c:a 1930. Näbbtorget i förgrunden. Kyrkogårdsgatan böjer av mot höger. Alla husen utom "Näbbhuset" i mitten är rivna.

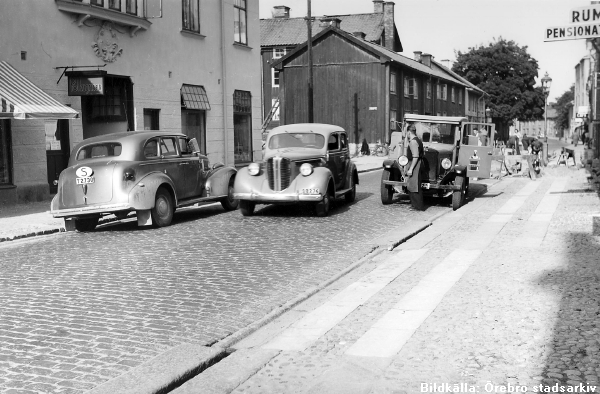
Vävaregården på ursprunglig plats, Drottninggatan 64. C:a 1935.

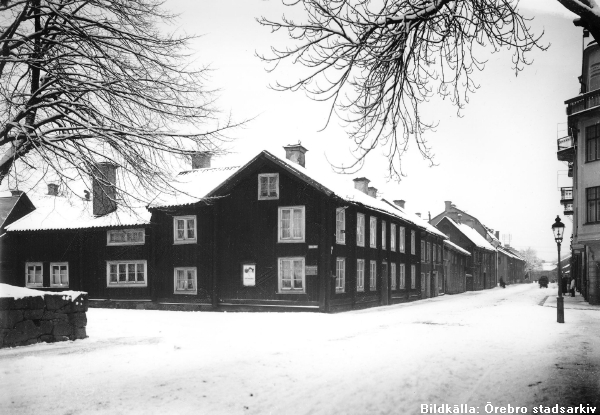
Tenngjutaregården på ursprunglig plats, Drottninggatan 76, vid hörnet mot Södra allén. 1930-tal.

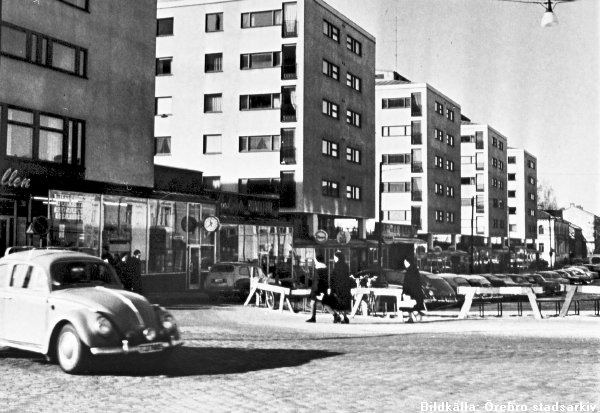
De nya punkthusen i invid Rudbecksgatan. År 1962.

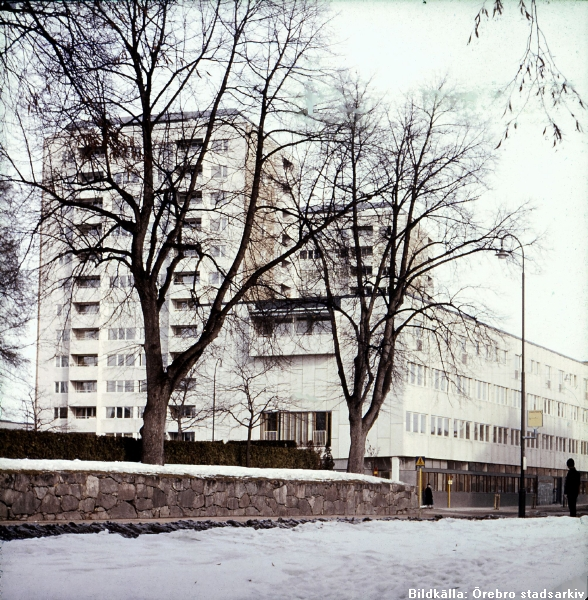
De nya höghusen i kvarteret Tunnbindaren.

Söder i Örebro begränsas av järnvägen Örebro-Hallsberg i väster, Örebro-Skebäcks Järnväg och Sörby i söder och Eklunda i öster. Förr brukade man förlägga infarten till södra stadsdelen vid Näbbtorget, men Centrum anses kanske av de flesta sträcka sig något längre söderut idag. 

## Historik
Vid mitten av 1800-talet bestod Söder i stort sett av två gator, båda utgående från dagens Näbbtorget. Den ena var Drottninggatan och den andra var Kyrkogårdsgatan, dagens Näbbtorgsgatan. Den sistnämnda är alltjämt en av de sista kvarlevorna av Örebros medeltida Gatun (se vidare under Drottninggatan). Längs Drottninggatan och Kyrkogårdsgatan låg en utbredd träkåksbebyggelse. Denna bebyggelse kunde räddas undan den stora stadsbranden 1854, då branden i sydlig riktning kunde hejdas vid Yxhammarstorget, dagens Våghustorget (se vidare under Örebro stadsbränder).
Träkåksbebyggelsen på Söder kom till stora delar att bestå in på 1950-talet, då starka krafter (inte minst Drätselkammarens dåvarande ordförande Harald Aronsson) förordade en sanering.
En del av husen på Söder kunde räddas, tack vare ett initiativ från landsantikvarien Bertil Waldén, som föreslog att ett kulturreservat skulle uppföras på Lars Bohms udde i Stadsparken. Det blev grunden till dagens Wadköping, vars första etapp invigdes i samband med Örebros 700-årsjubileum år 1965. Dit flyttades bl.a. Tenngjutaregården (Drottninggatan 76), Vävaregården (Drottninggatan 64), Handskmakaregården (Drottninggatan 51) och Skepparegården (Kyrkogårdsgatan 26).

## 1884 års stadsplan
I och med stadens utvidgning fanns behov av ny tomtmark för bostäder. Man beslöt sig för att utforma ett rätlinjigt mönster. Nu tillkom gatorna Västra gatan (idag Västra centrumleden), Fabriksgatan, Kungsgatan och Trädgårdsgatan i nord-sydlig riktning, och Hantverksgatan (dagens Rudbecksgatan), Bondegatan och Södra gatan (dagens Södra allén) i väst-östlig riktning.

## Det nya Söder
Redan på 1940-talet hade man i stadens ledning diskuterat nödvändigheten av att sanera den gamla trähusbebyggelsen på Söder. De erforderliga besluten fattades år 1954, då staden inköpte fastigheter och tomtmark. Vid slutet av 1954 hade man köpt in 84 fastigheter, och Stiftelsen Hyresbostäder, senare ÖBO, fick i uppdrag att exploatera området. Frågan vem eller vilka som skulle få exploatera området vållade politisk strid i stadsfullmäktige. Majoriteten förordade att Stiftelsen Hyresbostäder ensam skulle ta hand om all byggnation, medan oppositionen ville låta privata byggföretag bygga vissa delar.
700 invånare måste flyttas. Inget av de gamla trähusen sparades på sin ursprungliga plats. De ersattes med betongbyggnation i tidens anda. Författaren Katja Waldén sammanfattar:
| ”                                                            | ...det nya Söder framstår kanske mest idag som ett monument i betong över rekordårens framstegsoptimism... | „ |
| – Katja Waldén: Boken om Örebro, s. 269. Natur & Kultur 1977 | |   |

Exploateringen skedde i fem steg.

### 1. Kvarteren Bryggaren och Ryttaren
Rivning och nybyggnation inom kvarteret Bryggaren påbörjades 1956 och avslutades 1958. Byggnationen omfattade fyra punkthus om vardera 5 våningars höjd invid Rudbecksgatan, sträckande sig upp invid Drottninggatan. Husen rymde från början 75 lägenheter och 30 affärer. Arkitekt var Gustaf Kaunitz.
I den första etappen ingick även byggnation i kvarteret Ryttaren, avgränsat av Drottninggatan, Bondegatan, Änggatan och Köpmangatan.

### 2. Kvarteret Tunnbindaren
Den andra etappen omfattade bebyggelsen väster om Drottninggatan, begränsad av Änggatan, Södra Allén och Fabriksgatan. Arbetena påbörjades 1958 och avslutades 1960. I samband därmed utplånades den gamla Kyrkogårdsgatan. En ny gata uppstod istället något västerut - Tunnbindargränd. Det inre av kvarteret domineras av två 11-våningars höghus. Dessa omgärdas av lägre bebyggelse. Totalt byggdes 320 lägenheter. Arkitekt var Jan Wallinder.

### 3. Krämaren
Den tredje etappen utgjordes av kvarteret Krämaren, omgärdat av Drottninggatan, Rudbecksgatan, Köpmangatan och Bondegatan. Här uppfördes ett bostads- och affärskomplex i 13 våningar, med 160 lägenheter och 11 000 kvadratmeters affärsyta. Arkitekter var Erik och Tore Ahlsén. Byggnationen avslutades 1963. Se särskild artikel om Krämaren.

### 4. Kvarteret Klockgjutaren
Den fjärde etappen av södersaneringen var kvarteret Klockgjutaren, begränsat av Drottninggatan, Änggatan, Köpmangatan och Södra Allén. Här byggdes 5-våningsbyggnader ritade av arkitekterna Lennart och Kerstin Olson. Byggnationen av dessa hus avslutades 1965.

### 5. Medborgarhuset
Se särskild artikel om Medborgarhuset. Detta invigdes 1965 och är ritat av Erik och Tore Ahlsén. Detta hus utgör det arkitektoniskt intressantaste i det nya Söder.

### Byggnation efter 1965
I början av 1980-talet byggdes stadsbiblioteket invid Olof Palmes torg. På 2000-talet har konferensanläggningen Conventum byggts invid Medborgarhuset och biblioteket.

## Övrigt på Söder
På Söder ligger också gymnasieskolorna Rudbecksskolan och Virginska skolan samt grundskolan Sveaskolan (klar 1962). Bland parker på Söder märks Sveaparken och Drottningparken. Södra station ligger längst västerut i området.